# Johann David Beerstecher
Johann David Beerstecher (* 12. Oktober 1673 in Holzelfingen; † 25. September 1747 in Tübingen) war ein württembergischer Gold- und Silberschmied bzw. Gold- und Silberarbeiter in Tübingen sowie Ratsverwandter und Bürgermeister dieser Stadt.

## Leben
Johann David Beerstecher war ein Sohn von Johann Beerstecher (1641–1716), der seit 1668 evangelischer Pfarrer in Steingebronn und Dottingen, seit 1672 in Holzelfingen und später 1681–1716 in Bondorf war, und seiner Frau Regina Katharina geb. Cannstetter. Sie war eine Tochter des Kürschners Johann David Cannstetter in Tübingen und war dort am 8. Juli 1642 evangelisch getauft worden. Sie waren seit 24. November 1668 verheiratet.
Beerstecher machte mit Sicherheit eine Goldschmiedlehre, noch bevor er an den kaiserlichen Hof nach Wien ging. Dort lernte er vier Jahre bei dem kaiserlichen Hof- und Kammergoldschmied Johann Kanitsch Boue. In seine Heimat kam er 1698 zurück und ließ sich in Tübingen nieder, nachdem er das Bürgerrecht bekommen hatte. 1699 heiratete er Anna Maria Dörtenbach (1673–1727), eine Tochter von Johann Jacob Dörtenbach, der Kaufmann und Gerichtsverwandter in Calw war. Unter seinen Goldschmiedearbeiten muss eine sehr schöne Abendmahlskanne mit Pfeifenrippendekor besonders erwähnt werden, die er 1711 für die Tübinger Stiftskirche anfertigte.
1716 war Beerstecher inzwischen so angesehen, dass er in den Rat aufgenommen werden konnte. 1726 stieg er zum Gerichtsverwandten auf und 1734 zum Bürgermeister von Tübingen. Gerichtsverwandter und Bürgermeister war er bis zu seinem Tod 1747.
Johann David Beerstecher hatte zehn Kinder, darunter einen Sohn Julius Bernhard (1708–1766), der Goldschmiedelehrling in den Jahren 1722–1726 war. Offenbar wurde er kein Meister und arbeitete nicht als Goldschmied. Johann David Beerstechers Tochter, Sophia Catharina, heiratete Johann Christoph Morell, der Pfarrer in Kusterdingen war.
Beerstecher starb im Alter von 74 Jahren.